# 서울고덕초등학교
서울고덕초등학교는 대한민국 서울특별시 강동구 고덕동에 위치한 공립 초등학교이다.

## 학교 연혁
- 1984년 5월 11일 서울고덕국민학교 개교
- 1996년 3월 1일 현재 교명으로 변경
- 2003년 11월 25일 고덕 정보관 개관
- 2009년 8월 22일 보건실 리모델링(현대화사업)
- 2010년 8월 31일 식당 완공, 운동장 그늘막 설치
- 2013년 3월 4일 다목적강당 도담관 개관
- 2014년 3월 3일 돌봄교실 개관
- 2015년 10월 20일 아리수 음수대 설치
- 2015년 11월 6일 에코스쿨 조성 공사 완료
- 2017년 1월 26일 공감음악실 설치
- 2017년 9월 1일 제10대 박영란 교장 취임
- 2018년 2월 28일 복도 개수대 설치
- 2018년 7월 12일 도서실 리모델링
- 2018년 8월 24일 교실 바닥교체(12실)
- 2018년 8월 27일 교사동 전면 보도블럭 교체
- 2019년 2월 14일 제35회 졸업식(41명, 누계 7026명)
- 2019년 3월 1일 23학급(특수 2학급 포함) 편성
- 2019년 7월 31일 방송장비 전면 교체, 책걸상 교체
- 2019년 12월 31일 내외부 도색, 꾸미고 꿈꾸는 화장실 개축, 사물함 및 신발장 교체
- 2020년 2월 12일 제36회 졸업식(51명, 누계 7077명)
- 2020년 2월 28일 교실 후로링 교체, 1층 1학년 교실 리모델링
- 2020년 3월 1일 27학급(특수 2학급 포함) 편성
- 2020년 3월 31일 복도 비닐타일 및 계단 논슬립 교체

## 참고 자료
- 서울고덕초등학교 - 한국교육학술정보원 학교알리미